# Kevin Mantilla
Pour les articles homonymes, voir Mantilla.
Kevin Mantilla, né le 22 mai 2003 à Bogota en Colombie, est un footballeur colombien qui évolue au poste de défenseur central au CA Talleres.

## Biographie

### En club
Né à Bogota en Colombie, Kevin Mantilla est formé par l'Independiente Santa Fe. C'est avec ce club qu'il fait ses débuts en professionnel, le 17 mars 2022, lors d'une rencontre de première division colombienne face au Deportivo Pasto. Il est titularisé et son équipe s'impose par quatre buts à deux.
Le 19 avril 2023, Mantilla inscrit son premier but en professionnel, à l'occasion d'une rencontre de Copa Sudamericana face au Gimnasia y Esgrima La Plata. Titulaire, il ouvre le score de la tête sur un service de Cristian Marrugo et participe à la victoire de son équipe (2-1 score final),.
Mantilla s'impose en équipe première, devenant l'un des joueurs les plus importants de son équipe, ce qui lui vaut rapidement des sollicitations de la part de clubs étrangers.
Le 27 juillet 2023, Kevin Mantilla rejoint l'Argentine afin de s'engager en faveur du CA Talleres.

### En sélection
Kevin Mantilla représente l'équipe de Colombie des moins de 20 ans. Avec cette sélection il est retenu pour participer au Championnat de la CONMEBOL de football des moins de 20 ans en 2023. Titulaire et leader de la défense de son équipe lors de ce tournoi, il contribue à la troisième place obtenue par les Colombiens dans cette compétition.
Avec cette même sélection il est également retenu pour participer à la coupe du monde des moins de 20 ans en 2023.